# Organização Badr
Organização Badr (árabe: منظمة بدر ) (originalmente chamada Brigada Badr é um braço armado do Conselho Supremo Islâmico do Iraque. Chefiado por Hadi Al-Amiri, participou das eleições iraquianas de 2005, como parte da Aliança Unida Iraquiana, uma coalização de forças. Seus membros foram incorporados nos novos exército e polícia iraquianos. 
A Organização foi baseada no Irã por duas décadas, durante o regime de Saddam Hussein. Era composta por várias centenas de iraquianos exilados, refugiados ou desertores durante os anos da guerra Irã-Iraque. Retornando ao país após Invasão do Iraque de 2003, o grupo mudou o nome de Brigada para Organização em resposta ao apelo de desarmamento voluntário das milícias iraquianas pelo governo provisório de Coalizão. Assumiu o compromisso de abandonar suas armas, quando a situação da segurança estiver resolvida.

## Histórico
A Brigada Badr foi formada e logo passou a se constituir em corpo de exército, pelo governo iraniano, a fim de combater o regime do Baath de Saddam Hussein. Seus membros eram recrutados dentre os iraquianos pró-Irã do Shia, dissidentes religiosos e políticos. As forças Badr lutaram ao lado do Irã na guerra, que durou de 1980 a 88. Após a invasão americana, em 2003, retornaram ao país, integrando as forças de coalizão.

## Estrutura
O Corpo Badr consistia em infantaria, cavalaria, artilharia, bateria anti-aérea e unidades de comando com uma força estimada entre dez a cinquenta mil homens (segundo informes da própria Organização), embora isso não seja possível precisar. Com sua incorporação nas forças policiais e militares iraquianas, a situação atual é indeterminada.